# Mucor grandis
Mucor grandis är en svampart som beskrevs av Schipper & Samson 1994. Mucor grandis ingår i släktet Mucor och familjen Mucoraceae.   Inga underarter finns listade i Catalogue of Life.